# Villeneuve-Saint-Germain
 Villeneuve-Saint-Germain  là một xã ở tỉnh Aisne, vùng Hauts-de-France thuộc miền bắc nước Pháp.